# Établissement public territorial Paris-Est-Marne et Bois
L'Établissement public territorial Paris Est Marne & Bois (dénommé, lors de sa création, EPT Est Parisien ou T10) est une structure intercommunale française, créée le 1er janvier 2016 dans le cadre de la mise en place de la métropole du Grand Paris et située dans le département du Val-de-Marne en région Île-de-France.

## Historique
Dans le cadre de la mise en place de la métropole du Grand Paris, la loi portant nouvelle organisation territoriale de la République du 7 août 2015 (Loi NOTRe) prévoit la création d'établissements publics territoriaux (EPT), qui regroupent l'ensemble des communes de la métropole à l'exception de Paris, et assurent des fonctions de proximité en matière de politique de la ville, d'équipements culturels, socioculturels, socio-éducatifs et sportifs, d'eau et assainissement, de gestion des déchets ménagers et d'action sociale. Les EPT exercent également les compétences que les communes avaient transférées aux intercommunalités supprimées.
L'EPT Paris Est Marne & Bois est créé par un décret du 11 décembre 2015. Celle-ci s'accompagne de l'intégration dans la nouvelle structure de l'ancienne communauté d'agglomération de la Vallée de la Marne ainsi que de l'ancienne communauté de communes de Charenton-le-Pont Saint-Maurice.

### Toponymie
Le nom définitif de l'établissement public territorial a été adopté lors du conseil territorial du 8 février 2016.

### Histoire antérieure

Ancien département de la Seine dont la partie héritée par le Val-de-Marne (en orange) contient 12 des 13 communes de l’EPT Paris Est Marne et Bois.

Les 13 communes de cet établissement public territorial font toutes partie du département du Val-de-Marne actuel, limitrophe au nord de celui de Seine-Saint-Denis, tous deux créés le 1er janvier 1968.
Par la loi du 10 juillet 1964, et le décret d'application du 25 février 1965, le Val-de-Marne est créé issu, pour partie, du sud-est de l'ancien département de la Seine, ainsi que d'une fraction de celui de Seine-et-Oise. 
Quant aux 13 communes de l’EPT Paris-Est-Marne et Bois, 12 d’entre elles (toutes sauf Villiers-sur-Marne, voir aussi figure ci-contre) faisaient partie du département de la Seine, correspondant à Paris et sa proche banlieue jadis. 
Ce département de la Seine (de Paris) avait été créé, lui, par l'Assemblée nationale constituante (1789) au premier trimestre 1790, comme un grand nombre de départements français.
Au XIXe siècle sous Napoléon III, le Bois de Vincennes, dont sept villes de l'EPT Marne et Bois sont riveraines, a été aménagé.

## Territoire de l'établissement

### Caractéristiques
Deux éléments géographiques remarquables tissent un lien entre les villes de ce territoire intercommunal : douze des treize villes de l'établissement public territorial sont riveraines de la Marne (pour neuf d'entre elles) et/ou du Bois de Vincennes (pour sept d'entre elles), Villiers-sur-Marne n'étant riveraine ni de ce dernier ni de la Marne en dépit de son nom.
Hormis cette dernière, seules Saint-Mandé, Vincennes et Fontenay-sous-Bois (situées au nord du Bois de Vincennes) ne sont pas riveraines de la Marne, qui contourne le Bois par le sud. En revanche, elles constituent avec Nogent-sur-Marne, Joinville-le-Pont, Saint-Maurice et Charenton-le-Pont l'ensemble des villes entourant le Bois de Vincennes (12e arrondissement de Paris excepté). Cette proximité les a d'ailleurs amenées par le passé à demander à Paris un droit de regard sur la gestion du Bois de Vincennes.
Une charte a été signée en 2002 entre la ville de Paris et les collectivités riveraines du bois de Vincennes, mais la Chambre régionale des comptes Île-de-France constate en 2017 une concertation « inexistante » ou « mise en échec ».
Le Val-de-Marne, divisé désormais en trois EPT (ex T10, T11 et T12), comprend depuis la décennie 1970 trois arrondissements : Créteil, L'Haÿ-les-Roses et Nogent-sur-Marne. Début 2017, a été décidé le redécoupage de ces arrondissements, dans les départements de la métropole du Grand Paris, pour correspondre aux limites des EPT. 
Dès lors, l'arrondissement de Nogent-sur-Marne et l'EPT Paris Est Marne & Bois (ex T10) concerneront le même ensemble de communes.

### Composition
L'établisement public territorial est constitué des 13 communes suivantes :

| Nom                         | Code Insee | Gentilé        | Superficie (km2) | Population (dernière pop. légale) | Densité (hab./km2) |
| --------------------------- | ---------- | -------------- | ---------------- | --------------------------------- | ------------------ |
| Champigny-sur-Marne (siège) | 94017      | Campinois      | 11,3             | 78 367 (2022)                     | 6 935              |
| Bry-sur-Marne               | 94015      | Bryards        | 3,35             | 18 095 (2022)                     | 5 401              |
| Charenton-le-Pont           | 94018      | Charentonnais  | 1,85             | 28 756 (2022)                     | 15 544             |
| Fontenay-sous-Bois          | 94033      | Fontenaysiens  | 5,58             | 52 646 (2022)                     | 9 435              |
| Joinville-le-Pont           | 94042      | Joinvillais    | 2,3              | 20 784 (2022)                     | 9 037              |
| Le Perreux-sur-Marne        | 94058      | Perreuxiens    | 3,96             | 34 654 (2022)                     | 8 751              |
| Maisons-Alfort              | 94046      | Maisonnais     | 5,35             | 57 422 (2022)                     | 10 733             |
| Nogent-sur-Marne            | 94052      | Nogentais      | 2,8              | 32 998 (2022)                     | 11 785             |
| Saint-Mandé                 | 94067      | Saint-Mandéens | 0,92             | 21 223 (2022)                     | 23 068             |
| Saint-Maur-des-Fossés       | 94068      | Saint-Mauriens | 11,25            | 76 010 (2022)                     | 6 756              |
| Saint-Maurice               | 94069      | Mauritiens     | 1,43             | 14 411 (2022)                     | 10 078             |
| Villiers-sur-Marne          | 94079      | Villiérains    | 4,33             | 32 547 (2022)                     | 7 517              |
| Vincennes                   | 94080      | Vincennois     | 1,91             | 48 368 (2022)                     | 25 324             |

### Collectivités voisines
Au nord, l'EPT Paris-Est Marne & Bois (T10) est limitrophe de deux EPT situés en Seine-Saint-Denis :
- EPT Est Ensemble (T8 ; 9 communes, 426 389 habitants en 2018)
- EPT Grand Paris - Grand Est (T9 ; 14 communes, 399 007 habitants en 2018)

A l'ouest, le Bois de Vincennes est rattaché au 12e arrondissement de Paris (140 311 habitants en 2020)
Au sud, l'EPT Paris-Est Marne & Bois (T10) est limitrophe de l'EPT Grand Paris Sud Est Avenir (T11 ; 16 communes, 318 284 habitants en 2018) situé lui aussi en Val-de-Marne.

## Organisation

### Siège
Le siège de l'établissement est à Champigny-sur-Marne, 14, rue Louis-Talamoni. Ses bureaux emménagent en 2017 dans un ensemble de bureaux d'environ 400 m2 situés près de la gare de Joinville-le-Pont.
Début 2017, les effectifs de l'EPT sont d'environ 120 à 130 agents, compte tenu des transferts de personnels qui s’occupaient avant dans leurs villes des compétences désormais assumées par l'intercommunalité.

### Élus
Le conseil territorial de Paris Est Marne & Bois est composé de 90 conseillers répartis sur une base essentiellement démographique, élus en leur sein par les conseils municipaux et représentant chacune des communes, à raison de :
- 2 représentants pour Saint-Maurice ;
- 3 représentants pour Bry-sur-Marne, Joinville-le-Pont ;
- 4 représentants pour Saint-Mandé ;
- 5 représentants pour Charenton-le-Pont, Nogent-sur-Marne et Villiers-sur-Marne ;
- 6 représentants pour Le Perreux-sur-Marne ;
- 9 représentants pour Vincennes ;
- 10 représentants pour Fontenay-sous-Bois et Maisons-Alfort ;
- 14 représentants pour Champigny-sur-Marne et Saint-Maur-des-Fossés[8].

Les conseillers du territoire sont élus, en leur sein, par les conseils municipaux de chaque ville membre.
Le conseil du territoire réuni le 9 juillet 2020 a élu son président, Olivier Capitanio, maire de Maisons-Alfort et conseiller départemental, et ses 12 vice-présidents, qui sont :
1. Jacques J. P. Martin, maire LR de Nogent-sur-Marne et président de l'Établissement public SIPPEREC ;
2. Laurent Jeanne, maire SL de Champigny-sur-Marne ;
3. Sylvain Berrios, maire LR de Saint-Maur-des-Fossés et vice-président de la Métropole du Grand Paris ;
4. Jean-Philippe Gautrais, maire DVG de Fontenay-sous-Bois ;
5. Charlotte Libert-Albanel, maire UDI de Vincennes ;
6. Florence Houdot, conseillère municipale du Perreux-sur-Marne ;
7. Marie-Hélène Magne, maire-adjointe LR de Charenton-le-Pont ;
8. Jacques-Alain Bénisti, maire LR de Villiers-sur-Marne ;
9. Julien Weil, maire LR de Saint-Mandé et conseiller départemental ;
10. Virginie Tollard, maire-adjointe LR de Joinville-le-Pont ;
11. Charles Aslangul, maire LR de Bry-sur-Marne ;
12. Igor Semo, maire LR de Saint-Maurice

### Liste des présidents successifs
| Période       | Période                         | Identité             | Étiquette | Qualité |
| ------------- | ------------------------------- | -------------------- | --------- | --- |
| janvier 2016  | juillet 2020                    | Jacques J. P. Martin | LR        | Conseiller général (1988 → 2015) Maire de Nogent-sur-Marne (2001 →) Président de l'ex-CA Vallée de la Marne (2009 → 2015) Président du SIPPEREC (2014 →)                                                      |
| juillet 2020, | En cours (au 23 septembre 2020) | Olivier Capitanio    | LR        | Maire (2017 → 2021), puis maire-adjoint de Maisons-Alfort Conseiller général de Maisons-Alfort-Nord Conseiller général de Maisons-Alfort (2015 →) Président du Conseil départemental du Val-de-Marne (2021 →) |

### Compétences
L'établissement public territorial exerce les compétences qui lui sont assignées par la loi, et qui relèvent essentiellement de la politique de la ville, de la construction et de la gestion d'équipements culturels, socioculturels, socio-éducatifs et sportifs d'intérêt territorial, de l'assainissement et de l'eau, de la gestion des déchets ménagers et assimilé et de l'action sociale d'intérêt territorial. Il a également la charge d'élaborer un plan local d'urbanisme intercommunal (PLUI).
Il exerce également les compétences qui avaient été délégués par les Villes à l'ancienne communauté d'agglomération de la Vallée de la Marne, mais uniquement pour les deux villes concernées du Perreux-sur-Marne et de Nogent-sur-Marne. Ces compétences sont les suivantes :
- Le développement économique : aide à l’emploi, soutien à l’activité économique (entreprises, commerce et marchés alimentaires) et à l’activité touristique ;
- L'aménagement de l’espace communautaire : schéma de cohérence territoriale et schéma de secteur ;
- L’équilibre social de l’habitat : programme local de l'habitat (PLH), amélioration du bâti ;
- Le développement urbain et l’insertion sociale : soutien d’actions comme les cours d’alphabétisation, la Mission Locale...
- La voirie d’intérêt communautaire : gestion des axes de façon homogène tant sur le plan technique qu’esthétique paysagère, signalisation lumineuse tricolore ;
- L’assainissement : remplacement, création ou réhabilitation des réseaux d’assainissement ;
- Équipements sportifs et culturels : maison de la Marne, île des Loups ;
- Environnement, cadre de vie, ordures ménagères : collecte et traitement des déchets, valorisation de la Marne ;
- Opérations d’aménagement urbain ;
- L’aménagement et l’entretien des cimetières ;
- Sécurité Incendie : prise en charge du versement du contingent incendie au service départemental de l’incendie et du secours[14].

L'EPT pourra, dans ses deux premières années d’existence, décider de restituer certaines de ces compétences aux communes afin d'unifier ses responsabilités pour l'ensemble des communes membres.

### Régime fiscal et budget
L'EPT est un EPCI sans fiscalité propre, c'est-à-dire que ses ressources proviennent essentiellement d'autres collectivités.
Les ressources de l'EPT varient selon la période.
- Au cours de la première phase, qui s’étend du 1er janvier 2016 au 31 décembre 2020, les EPT perçoivent néanmoins la cotisation foncière des entreprises (CFE), l'une des composantes de la fiscalité économique des entreprises.
- À compter du 1er janvier 2021, la totalité de la contribution économique territoriale est perçue par la Métropole du Grand Paris, modifiant ainsi le financement des EPT, qui seront alors financés entièrement par une contribution des communes membres.

En 2017, le budget de l'intercommunalité dépasse 100 millions d'euros.